# Comuna Senkivka, Borîspil
Senkivka (în ucraineană Сеньківка) este o comună în raionul Borîspil, regiunea Kiev, Ucraina, formată din satele Andriivka, Horobiivka, Hrîhorivka, Perehudî, Senkivka (reședința) și Velîka Starîțea.

## Demografie
Componența lingvistică a comunei Senkivka
     Ucraineană (96,87%)
     Rusă (2,64%)
     Alte limbi (0,41%)
Conform recensământului din 2001, majoritatea populației comunei Senkivka era vorbitoare de ucraineană (96,87%), existând în minoritate și vorbitori de rusă (2,64%).